# بخش رول

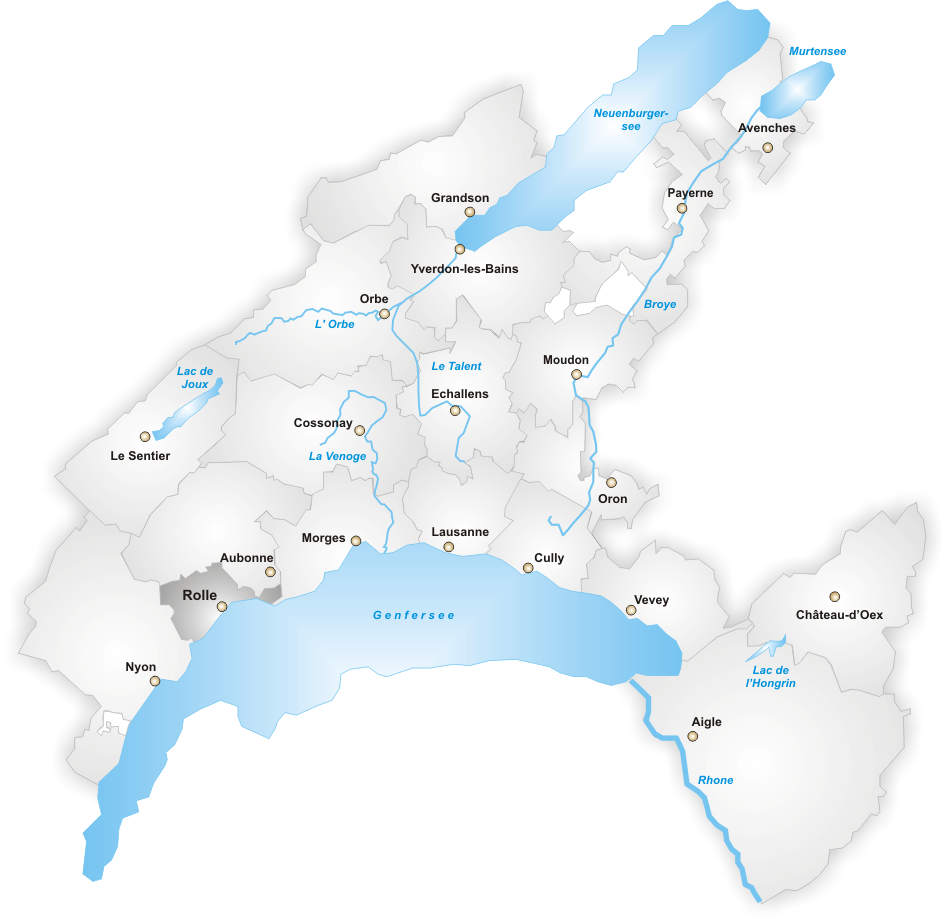
نمایی از بخش رول (خاکستری پررنگ) در نقشهٔ بخش‌های کانتون وو - ۲۰۰۵

بخش رول یکی از بخشهای کانتون وو در کشور سوئیس است.